# Gieorgij Grebner

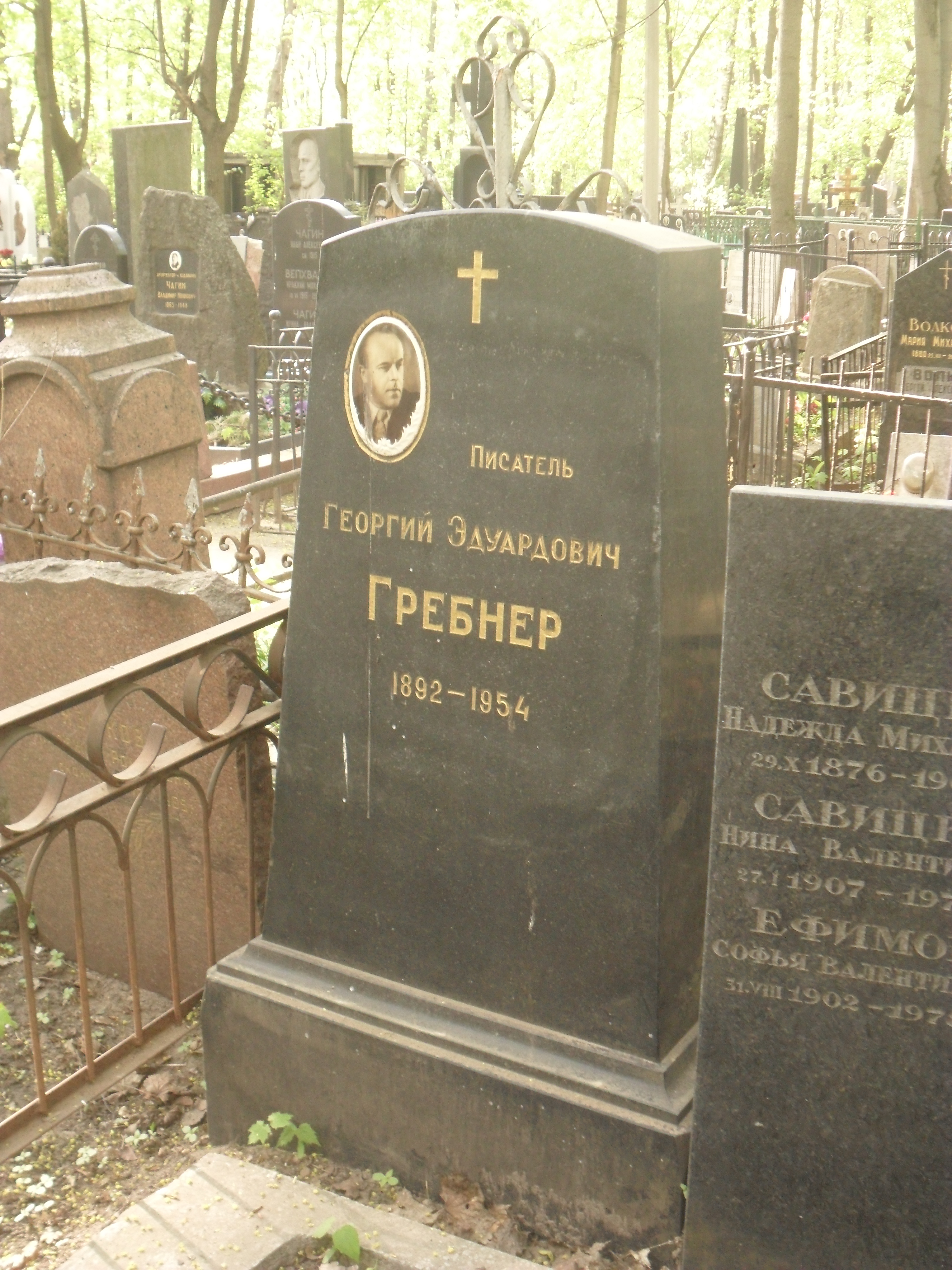
Grób Georgija Grebnera na Cmentarzu Wwiedieńskim w Moskwie

Gieorgij Eduardowicz Grebner (ros. Георгий Эдуардович Гре́бнер, ur. 12 kwietnia 1892, zm. 24 czerwca 1954) – radziecki scenarzysta. W 1947 roku za scenariusz do filmu Krążownik Wareg został odznaczony Nagrodą Stalinowską. Został pochowany na Cmentarzu Wwiedieńskim w Moskwie.

## Wybrana filmografia

### Filmy fabularne
- 1925: Kirpicziki
- 1928: Salamandra
- 1941: Generał Suworow
- 1945: Piętnastoletni kapitan
- 1946: Krążownik Wareg

### Filmy animowane
- 1952: Szkarłatny kwiat
- 1957: Królowa Śniegu

## Nagrody i odznaczenia
- 1947: Nagroda Stalinowska (scenariusz do filmu "Krążownik Wareg")
- 1950: Order Czerwonego Sztandaru Pracy

Źródło: